# Рога и копыта (мультфильм)
«Рога и копыта» (англ. Barnyard, досл. «Скотный двор») — компьютерно-анимационный комедийный фильм 2006 года, снятый студиями Nickelodeon Movies и O Entertainment и распространяемый студией Paramount Pictures, и первый мультфильм одноимённой франшизы. Режиссёром, продюсером и сценаристом стал Стив Одекерк, соавтор мультфильма «Джимми Нейтрон: Мальчик-гений» (2001) и мультсериала-продолжения «Приключения Джимми Нейтрона, мальчика-гения». Главные роли озвучивали Кевин Джеймс, Кортни Кокс, Сэм Эллиотт, Дэнни Гловер, Ванда Сакс, Энди Макдауэлл и Дэвид Кокнер. Он рассказывает историю Отиса, беззаботной коровы, который узнаёт ценность ответственности, когда становится лидером общины своего фермерского дома после смерти своего приёмного отца от нападения койотов.
Разработка мультфильма началась в 2002 году. Фильм получил очень смешанные отзывы от критиков; консенсус критиков Rotten Tomatoes описывает его как «невообразимый и несмешной». Фильм также подвергся критике за неточное изображение быков с выменами. Тем не менее, он заработал 116,5 миллионов долларов по всему миру при бюджете в 51 миллион долларов. Кроме того, он породил мультсериал «Рога и копыта. Возвращение», который транслировался на Nickelodeon, а затем Nicktoons в течение двух сезонов.

## Сюжет
Беспечный бык Отис очень любит повеселиться, помычать прикольную песню, покататься на сёрфе или просто поплясать.
Все животные на скотном дворе ведут тайную жизнь от людей, в том числе и от самого фермера. Скотным двором заведует папа Отиса — бык-патриарх Бен и староватый мул-юморист Майлз. Пока они следят за порядком скотного двора, Отис и его «банда отморозков» — мышонок Пип, хорек Фредди, петух Пек и Свин — вечно где-то пропадают!
Но настают такие дни, когда Бен вынужден защищать свой двор от койотов во главе с хитрым Дэгом. В один день Дэг приводит свою банду, и койоты убивают Бена. Умирая, Бен возложил на Отиса все его силы и ответственность за двор.
Отису приходится нелегко, но его пытается подбадривать симпатичная корова Дейзи, только что приведённая фермером.
Отис начинает охотиться за Дэгом и желает отомстить ему раз и навсегда. Для этого он собирает банду коров Джерси: Эдди, Игга и Бада, а также Пипа, Фредди, Пека, Свина и Майлза. В итоге Отис прогоняет Дэга и его банду навсегда. А сам становится местным авторитетом.
Но конец ещё более неожиданный: Дейзи на сносях! И Отис принимает роды. Ребёнок полностью похож на Дейзи, и она называет его Беном, именем отца Отиса. Отис становится новым мужем Дейзи.

## В ролях
| Актёр           | Роль                                    |
| --------------- | --------------------------------------- |
| Кевин Джеймс    | Отис (бык)                              |
| Сэм Эллиотт     | Бен (бык)                               |
| Дэнни Гловер    | Майлз (мул)                             |
| Энди Макдауэлл  | Этта (курица)                           |
| Кортни Кокс     | Дейзи (корова)                          |
| Ванда Сайкс     | Бесси (корова)                          |
| Дэвид Кокнер    | Дэг (койот)                             |
| Мария Бэмфорд   | Нора Биди                               |
| Стив Одекерк    | Найджел Рендел III / сопляк             |
| Фред Таташор    | фермер                                  |
| Скотт Баллок    | Эдди (корова)                           |
| Джон Ди Маджо   | Бад (корова) / О'Хэнлон, офицер полиции |
| Морис Ламарш    | Игг (корова)                            |
| Джефф Гарсиа    | Пип (мышь)                              |
| Кэм Кларк       | Фредди (хорёк)                          |
| Роб Полсен      | Пек (петух)                             |
| Тино Инсана     | Свин (свинья)                           |
| Дом Иррера      | Дьюк (собака)                           |
| Эфквейк         | Рут (петух)                             |
| Мадлен Лавджой  | Мэдди (цыпленок)                        |
| Питер Стенстром | Джоуи (суслик)                          |
| Джони Аллен     | певец (мышь)                            |
|                 | пес именинник (пес)                     |
|                 | дикий Майк                              |

## Прокат
Фильм вышел в прокат в Канаде и США 4 августа 2006 года, в Бразилии, Исландии и Мексике — 27 октября 2006 года, в Казахстане и России — 23 ноября 2006 года, в Республике Корея — 18 января 2007 года.